# 愛上草食男
《愛上草食男》是一部2010年的美國喜劇劇情片，由諾亞·鮑姆巴赫執導，班·史提勒等主演。史提勒為此戲特別瘦身15磅。

## 劇情內容
羅傑·格林伯（班·史提勒飾演）住在紐約，年屆四十仍是單身漢。他無所事事且對於生活毫無目標，對他而言生活的動力便是寫抱怨信。某天，他弟弟因度假而聘請羅傑到洛杉磯看顧豪宅及蓋一間狗屋。到了洛杉磯之後，羅傑積極的與昔日共組樂團的好友艾凡（萊斯·伊凡斯飾）與舊情人貝絲（珍妮佛·傑森·李飾）聯絡，但是發現不但互相已无共同语言，而且他們都已經擁有各自的家庭生活，只有他自己仍然活在以前的日子。在這段寂寞的時光中，羅傑積極的與弟弟的女助理佛蘿倫絲（葛蕾塔·吉薇格飾）相處，但是羅傑脆弱敏感以及歇斯底里的性格不但沒有怕嚇跑佛蘿倫絲，反而讓佛蘿倫絲對他產生了好感，在幾次相處衝突之下，羅傑格林伯終於發現佛蘿倫絲才是他深愛的人。

## 演員
- 班·史提勒 飾演 羅傑·格林伯（Roger Greenberg）
- 葛莉塔·潔薇飾演 佛蘿倫絲·馬爾（Florence Marr）
- 萊斯·伊凡斯飾演 艾凡（Ivan）
- 珍妮佛·傑森·李飾演 貝絲（Beth）
- 梅里特·韦弗飾演 吉娜（Gina）
- 克里斯·梅西納飾演 菲利浦·格林伯（Phillip Greenberg），羅傑的弟弟
- 布麗·拉森飾演 莎拉（Sara）
- 茱諾·譚普爾飾演 妙麗葉兒（Muriel）
- 馬克·杜普拉斯飾演 艾瑞克（Eric）
- 柯比·羅斐爾飾演 格林伯男孩（Greenberg Boy）
- 席德妮·羅斐爾飾演 格林伯女孩（Greenberg Girl）

## 榮譽獎項
- 入圍第60屆柏林影展競賽單元

## 外部連結
- 互联网电影数据库（IMDb）上《愛上草食男》的资料（英文）
- CatchPlay （页面存档备份，存于）
- PC Home影城[]
- 觸電網
- msn娛樂[]
- 電影Wekey （页面存档备份，存于）